# Кампо Лигуре
Кампо Лигуре (итал. Campo Ligure) је насеље у Италији у округу Ђенова, региону Лигурија.
Према процени из 2011. у насељу је живело 2783 становника. Насеље се налази на надморској висини од 355 м.

## Становништво
| 1936. | 1951. | 1961. | 1971. | 1981. | 1991. | 2001. | 2011. |
| ----- | ----- | ----- | ----- | ----- | ----- | ----- | ----- |
| 4.201 | 4.279 | 3.881 | 3.771 | 3.508 | 3.369 | 3.170 | 3.045 |